# パウロ・ミランダ・ジ・オリヴェイラ
パウロ・ミランダ（Paulo Miranda）ことパウロ・ミランダ・ジ・オリヴェイラ（ポルトガル語: Paulo Miranda de Oliveira、1974年1月25日 - ）は、ブラジルの元サッカー選手、現サッカー指導者。選手時代のポジションはMFまたはDF。

## クラブ歴
1991年、パラナ・クルーベでプロとなった。カンピオナート・パラナエンセを6年間で5回制した他、カンピオナート・ブラジレイロ・セリエA昇格にも貢献した。1997年にアトレチコ・パラナエンセに移籍し、カンピオナート・パラナエンセのタイトルを獲得した。
1999年、CRヴァスコ・ダ・ガマに移籍。カンピオナート・ブラジレイロ・セリエAとコパ・メルコスール2000を制した他、右サイドバックとしてFIFAクラブ世界選手権2000決勝でもプレーしたが敗れた。
2001年にFCジロンダン・ボルドーに200万～300万ユーロで移籍。その後2003年にクルゼイロEC、2004年にCRフラメンゴにレンタル移籍した。同年にADサンカエターノに移籍し、コリチーバFCにレンタル移籍。サンカエターノでは彼自身の怪我もありクラブは降格、これによって契約を解除した。
2007年にイツンビアラECに移籍。翌年、CAジュベントスへの移籍が破談となるとジョインヴィレECに移籍。その後、クラブ・デポルティボ・チーヴァス・USAに移籍した。翌年はサンタ・ヘレナECに在籍した。
2010年にデポルティーボ・アンゾアテグイに加入。アメリカ-RJやオラリアACからのオファーもあったものの、給料面とスペイン語の学習、引退後の代理人としての可能性を踏まえた上でベネズエラに渡った。ここでは攻撃的ミッドフィールダーとして起用された。2011年にパラナでトレーニングに参加したが契約には至らなかった。

## 代表歴
1992年にU-20代表としての出場経験がある。

## 監督歴
アベウ・ブラガ、マルセロ・オリヴェイラと話をして、選手引退後は指導者を目指す事とした。カンピオナート・カタリネンセ3部のオエステから指導者としてのキャリアを始め、カンピオナート・ロンドニエンセのSCジェヌス・ジ・ポルト・ヴェーリョを経て、パラナに戻って指導者を続けた。

### タイトル
パラナ
- カンピオナート・パラナエンセ: 1991, 1993, 1994, 1995, 1996

アトレチコ・パラナエンセ
- カンピオナート・パラナエンセ: 1998

ヴァスコ・ダ・ガマ
- トルネイオ・リオ＝サンパウロ: 1999
- カンピオナート・ブラジレイロ・セリエA: 2000
- コパ・メルコスール: 2000

ジロンダン・ボルドー
- クープ・ドゥ・ラ・リーグ: 2001-2002

クルゼイロ
- カンピオナート・ミネイロ: 2003